# Société pour la conservation des monuments historiques d'Alsace
La Société pour la conservation des monuments historiques d'Alsace, a été fondée le 5 décembre 1855 sous l’égide du préfet du Bas-Rhin, Stanislas Migneret, avec la collaboration d’érudits, dont l’archiviste Louis Spach, le docteur Édouard Eissen et le chanoine Straub.
Elle a été reconnue d’utilité publique par décret impérial du 26 août 1865.
Le premier président de la Société était, de 1855 à 1873, Louis Spach, archiviste et historien et, depuis 1986, cette fonction est assurée par Guy Bronner, docteur en médecine et archéologue. Guy Bronner est par ailleurs, en qualité de représentant d'associations ou de fondations, membre de la Commission régionale du patrimoine et des sites (CRPS) et de sa délégation permanente,.

## Son but

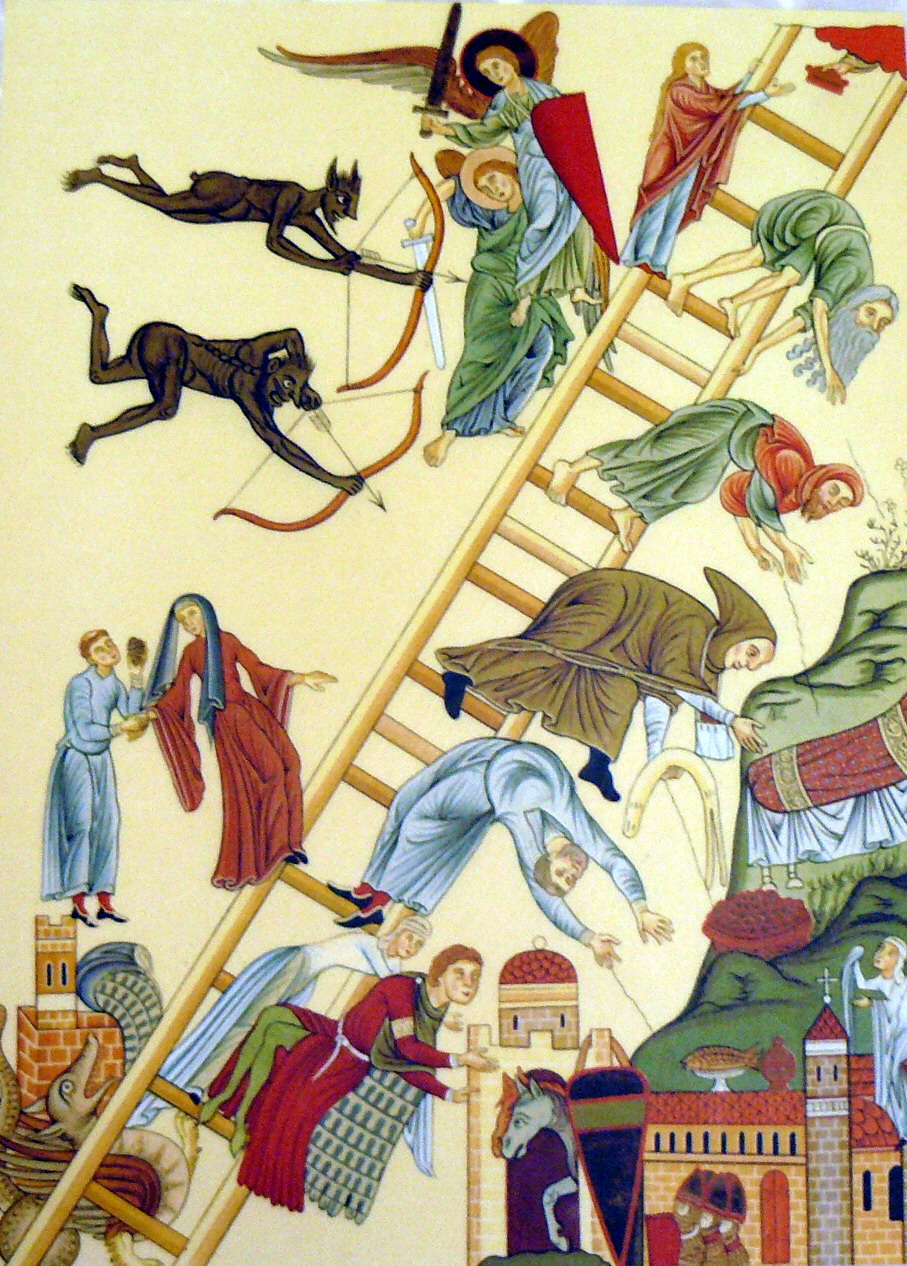
Manuscrit Hortus Deliciarum : L'échelle des vertus

La Société œuvre en faveur de la sauvegarde du patrimoine écrit, archéologique et monumental de la région Alsace et intervient financièrement depuis plusieurs décennies dans la conservation et la restauration de monuments. 
Elle a réuni une riche collection archéologique, un ensemble impressionnant d’objets d’art médiéval, une collection de monnaies ainsi que de tableaux de maîtres alsaciens. Ces collections, confiées aux bons soins de la ville de Strasbourg, sont à l’origine des fonds du musée historique, du musée archéologique, du musée de l'Œuvre Notre-Dame de Strasbourg.
La Société intervient non seulement les édifices et les œuvres d’art, mais aussi pour la conservation des écrits. Ainsi la Société a-t-elle sauvé de l’oubli le célèbre manuscrit de l’Hortus deliciarum, datant du XIIe siècle, et les anciennes chroniques de Strasbourg, dont les originaux ont été détruits lors du bombardement de Strasbourg en 1870, grâce à la reconstitution minutieuse des textes et des enluminures.

## Ses activités
Parallèlement à ses contacts avec les services de l’État (conservation régionale des Monuments historiques et Service régional de l'archéologie) et de la région Alsace (service régional de l’Inventaire), créé bien après sa fondation, et de musées spécialisés, elle informe et sensibilise le grand public, le monde des érudits et celui des élus pour tout ce qui concerne la conservation, la restauration et la mise en valeur du patrimoine historique de la région. De par leur compétence, plusieurs de ses membres siègent au sein de la Commission régionale du patrimoine et des sites et de la Commission des Sites de la Ville de Strasbourg.

### Les conférences  et les sorties culturelles
La Société organise :
- Un cycle annuel de conférences aux thèmes variés.
- Des sorties culturelles, organisées chaque année, avec la visite guidée de monuments ou de sites.

### Éditions
- Elle a publié plusieurs mémoires traitant de sujets archéologiques et historiques (Monuments funéraires du Moyen Âge et de la Renaissance en Alsace[7]…) et édité les inventaires de ses collections.
- Outre le Bulletin de la Société, paraissant chaque année depuis la fondation et remplacé en 1908 par les Cahiers d’archéologie, d’art et d’histoire de l’art, devenus les Cahiers alsaciens d’archéologie, d’art et d’histoire à parution annuelle sous la direction de Guy Bronner, ces publications constituent un moyen de diffusion scientifique très large[8].

### Centre de documentation
- La plupart des publications de la Société, ainsi que les indices du Bulletin et du Cahier, sont disponibles au siège de la Société[9].
- La publication du bulletin Informations (trois fois par an) comportant des études plus ciblées comme l'Alsatia Munita, répertoire des sources de l’histoire des lieux fortifiés d’Alsace…
- Bulletin de la Société pour la conservation des monuments historiques d'Alsace